# Тифоново
Тифоново — деревня в Великолукском районе Псковской области России. Входит в состав сельского поселения «Лычёвская волость».
Расположена в 8 км к югу от центра города Великие Луки и в 0,5 км к северу от деревни Булынино.

## Население
Численность населения по оценке на 2000 год составляла 18 жителей, на 2010 год — 35 жителей.